# Giulianello
Giulianello is een plaats (frazione) in de Italiaanse gemeente Cori.